# Dolní Poustevna (nádraží)
Dolní Poustevna (do roku 1945 německy Nieder Einsiedel) je dopravna D3 ve stejnojmenném městě v km 25,887 železniční trati Rumburk–Sebnitz, která byla zprovozněna v roce 1904.

## Historie
Nádraží Dolní Poustevna existuje od otevření úseku Nixdorf–Nieder Einsiedel (Mikulášovice–Dolní Poustevna) železniční trati Rumburk–Sebnitz dne 15. listopadu 1904. Dne 14. června 1905 bylo zprovozněno přeshraniční spojení do Sebnitz. 
Ve státní smlouvě mezi Rakouskem-Uherskem a Saskem z 27. listopadu 1898 byl Nieder Einsiedel určen jako sídlo pohraničního celního úřadu, zatímco sousední nádraží v Sebnitz mělo fungovat jako přestupní stanice mezi Českou severní dráhou (BNB) a Královskými saskými státními drahami. BNB proto v Nieder Einsiedelu postavila reprezentativní přijímací budovu, která se zdála být na velikost obce předimenzovaná. Železniční zařízení tvořilo celkem 3200 metrů kolejí s 12 výhybkami.[zdroj?]

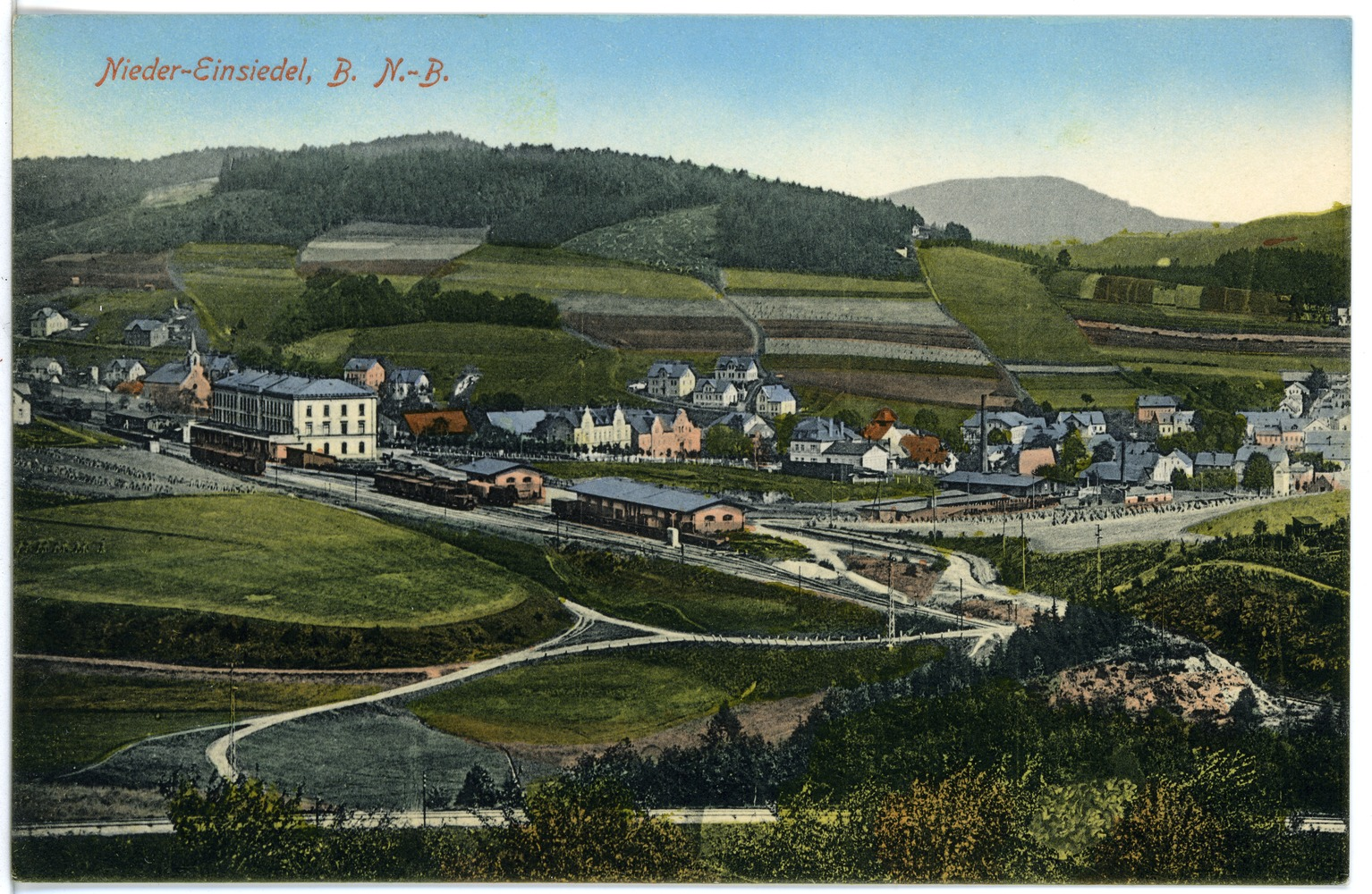
Celkový pohled na nádraží v roce 1913

Před první světovou válkou obsluhovalo stanici šest párů osobních vlaků do a z Rumburku, z nichž pět pokračovalo do Sebnitz. Po vzniku československého státu došlo k první ztrátě významu v přeshraniční dopravě. Oficiální český název stanice zněl nejprve Dolní Einsidl a později Dolní Poustevna. Zimní jízdní řád z roku 1937 uváděl pouze dva vlaky do a ze Sebnitz. Místo toho existovalo několik přímých spojů do a z České Lípy.
První zásadní změna v provozu stanice nastala po připojení Sudet k Německu 1. října 1938. Říšský úřad Drážďany pak stanici spravoval pod názvem Nieder Einsiedel. Protože státní hranice již neexistovala, ztratila stanice status pohraniční stanice. Deutsche Reichsbahn opět provozovala přímou osobní vlakovou dopravu z Rumburku do Sebnitz. Osobní vlaky začínaly a končily v Nieder Einsiedel pouze okrajově. V jízdním řádu z roku 1939 bylo uvedeno dvanáct párů osobních vlaků, ve válečném roce 1944 osm.
Po obnovení československého státu v roce 1945 nebyla přeshraniční doprava obnovena. V této souvislosti však zatím nedošlo k demontáži tratí a zařízení. Odsun původního obyvatelstva do roku 1946 vedl k výraznému snížení poptávky po dopravě. Koleje ve směru do Sebnitz byly přerušeny, postupně chátraly budovy a zařízení, které již nebyly v dřívějším rozsahu potřebné.[zdroj?]
K rekonstrukci kolejí došlo až v roce 2009 v souvislosti se znovuotevřením přeshraničního spojení do Sebnitz. Od té doby zůstala pouze průběžná hlavní kolej s manipulační kolejí k výtopně a nakládací kolej. Koleji pro objíždění již neexistuje. Nástupiště dostalo novou nástupištní hranu s jednotnou výškou 550 mm nad temenem kolejnice.
Od obnovení přeshraniční dopravy 5. července 2014 obsluhují stanici Dolní Poustevna osobní vlaky linky U28 (Děčín-Rumburk) každé dvě hodiny.
Nevyužívaná přijímací budova byla na podzim 2019 nabídnuta k prodeji třetí osobě za 2,1 milionu korun, v průběhu roku 2020 byla prodána soukromé osobě.[zdroj?]

## Popis
Ve stanici byla postavena výpravní budova, čtyřpatrová kotelna, vodárna s vodním jeřábem, výtopna, dvě zděné skladištní budovy s rampou a železniční nadchod. Původní dvě průběžné koleje byly při modernizaci zredukovány na jednu s jedním úrovňovým nástupištěm v délce 45 m s nástupní hranou 550 mm nad temenem kolejnice.
Provoz v dopravně je řízen dirigujícím dispečerem ze stanice Mikulášovice dolní nádraží. Ze strany od sousedních stanice Mikulášovice dolní nádraží a Sebnitz je dopravna kryta lichoběžníkovými tabulkami. V dopravně je jen jedna dopravní kolej (s užitečnou délkou 215 m), ze které na mikulášovickém zhlaví odbočuje manipulační kolej č. 3 (na straně k nádražní budově), na sebnitzském zhlaví odbočuje manipulační koleje č. 2 (na opačné straně kolejiště), která vede do remizy, před kterou se ještě rozděluje na koleje č. 2a a 4. Všechny výhybky a výkolejky jsou přestavovány ručně. V dopravně je povolen vjezd vlaků na manipulační kolej.
U dopravní koleje je zřízeno jednostranné vnější nástupiště o délce 45 metrů s nástupní hranou ve výšce 550 mm nad temenem kolejnice.
Na sebnitzském záhlaví dopravny se v km 26,000 se nachází přejezd P8374, kde trať křižuje účelová komunikace k rybníku. Přejezd je zabezpečen pomocí výstražných křížů.

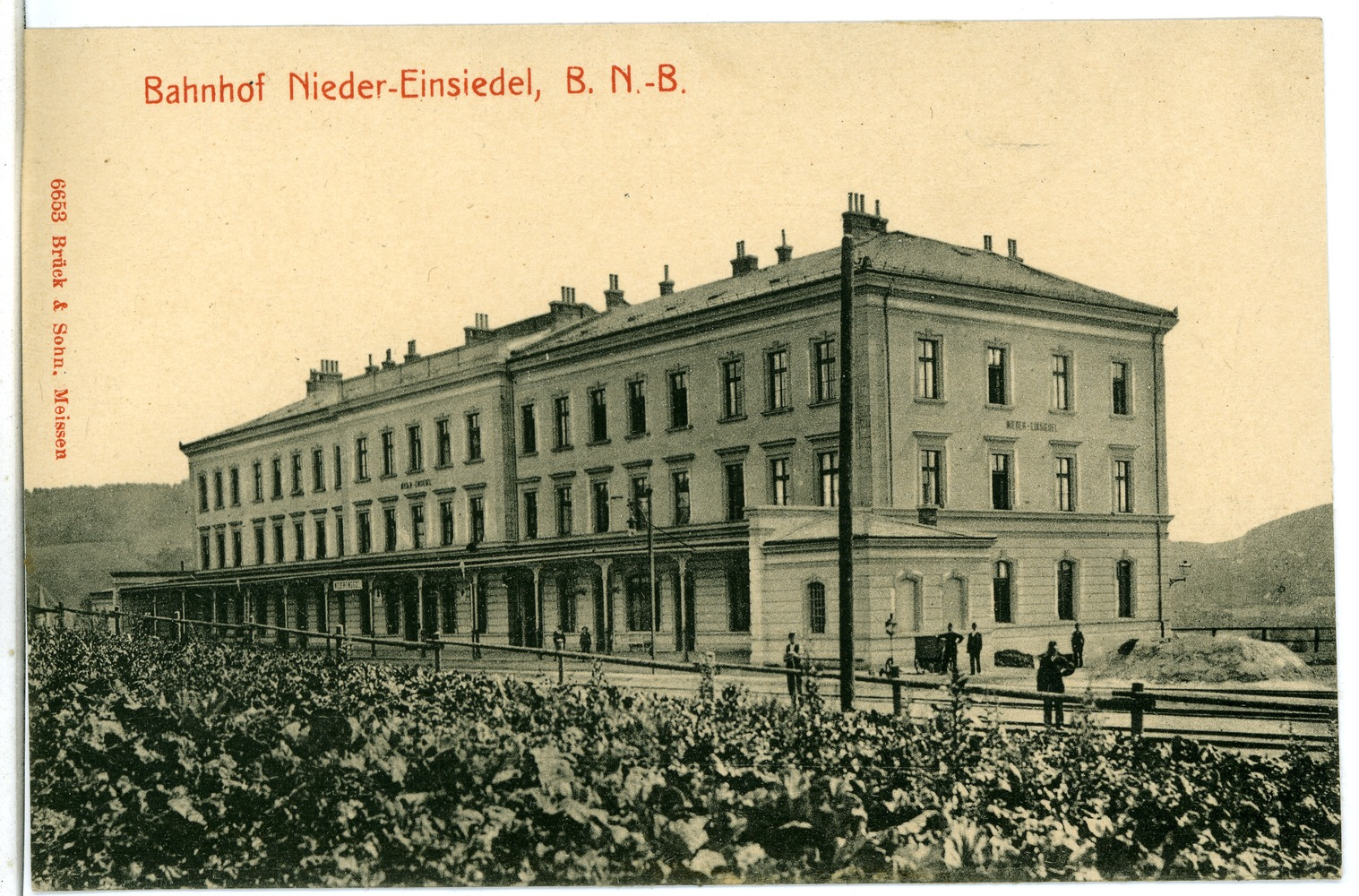
Nádražní budova v roce 1905

### Výpravní budova
Výpravní budovu navrhl v novorenesančním stylu architekt BNB Karel Kirschner. Výpravní budova je třípodlažní podsklepená cihlová budova postavena na půdorysu obdélníku (70 × 18 m) krytá valbovou střechou. (užitná plocha 2892 m², zastavěná plocha1541 m², výška stropů 4 m) Budova měla na straně ke kolejišti střední rizalit zdobený atikou. Na straně přenádraží byla členěna krajními trojosými rizality a středním pětiosým rizalitem s atikou. Mezi rizality byla pětiosá část. Přízemí a nároží byla zdobena bosáží.
V jejím přízemím prostředním rizalitu byl prostorný vestibul a něj navazovaly sály čekáren 1. až 3. třídy a nádražní restaurace, kanceláře celních úředníků se společnou celní halou a skladiště obou států a v levé části byly služební místnosti dráhy a telefonní úřad. V prvním patře se nacházely zejména byty celníků a kancelář ředitele České severní dráhy. Ve druhém patře byly byty staničního personálu a personálu hostince.